# Flashpoint
Flashpoint  — американская кроссовер-серия комиксов, опубликованная издательством DC Comics. Серия включает в себя пять выпусков основного сюжета, а также ряд дополнительных выпусков. Была написана Джеффом Джонсом и проиллюстрирована Энди Кубертом. Действие разворачивается в альтернативной временной ветке DC, созданной Барри Алленом, где многие герои и злодеи основной вселенной DC резко изменились. Супермен находится под стражей в правительстве, Бэтмен «проводит свои дни в Казино Уэйна».
Серия состоит из пяти выпусков основного сюжета, а также включает в себя несколько дополнительных мини-кроссоверов, таких как Booster Gold о перемещениях Ракетчика во времени, а также несколько уан-шотов, которые были анонсированы в июне. Сразу после окончания Flashpoint случился масштабный «перезапуск» — 52 серии издательства были обнулены и начались с #1 в сентябре 2011 года. В 2022 году вышло продолжение под названием «Flashpoint: Грань».
Сюжетная линия адаптирована в фильме «Лига Справедливости: Парадокс источника конфликта», а также в третьем сезоне телесериала The CW «Флэш». Элементы сюжетной линии «Flashpoint» были адаптированы в адаптацию полнометражного фильма «Флэш» как часть Расширенной вселенной DC.

### Предпосылки
- Time Masters: Vanishing Point #1-6
- The Flash #9-12

### Краткое содержание
Когда Барри Аллен просыпается за своим столом, он видит перед собой совершено другой мир. Его мать жива, Айрис даже не знает, кто он, его друзья совсем другие. Этот мир на грани разрушения, где же все супергерои Земли? В этом мире нет Супермена, Зеленого Фонаря. А атланты во главе с Акваменом и Чудо Женщиной с амазонками — ведут войну, и самое главное: Барри Аллен не Флэш, у него нет супер сил. Последняя надежда Америки — это её главный супергерой Киборг, который надеется собрать команду из Бэтмена (коим в этой вселенной является отец Брюса Уэйна, Томас), Аутсайдера, Капитана Марвела, Капитана Холода и других новых, но весьма знакомых героев. В этом мире у Барри Аллена мало времени, чтобы найти суперзлодея, который изменил мир, возможно даже сейчас поздно и невозможно все исправить!

### Основной сюжет
- Flashpoint #1-5

### Кроссовер
- Booster Gold #44-47

### Мини-серии
Несколько мини-серий, готовящихся к выходу, были анонсированы DC в блоге — «The Source». а ранее, в марте 2011, стали известны команды, которые займутся работой над сериями.

#### Whatever Happened to Gotham City?
- Flashpoint: Batman Knight of Vengeance #1-3,сценарий Брайана Азазелло и рисунки Эдуардо Руссо.
- Flashpoint: Deadman and the Flying Graysons #1-3, сценарий Джей Ти Крула, рисунки Майка Джанина и обложки Клиффа Чинга.

#### Whatever Happened to the World’s Greatest Super Villains?
- Flashpoint: Citizen Cold #1-3, сценарий и рисунки Скотта Колинса.
- Flashpoint: Deathstroke & the Curse of the Ravager #1-3, сценарий Джимми Палмиотти, рисунки Джо Беннета и Джона Делла.
- Flashpoint: Legion of Doom #1-3, сценарий Адама Гласса, рисунки Родени Бушеми и Джо Мазрана.
- Flashpoint: The Outsider #1-3, сценарий Джеймса Робинсона, рисунки Хави Фернандеса, обложки Кевина Ноулана.

#### Whatever Happened to the Aliens?
- Flashpoint: Abin Sur — The Green Lantern #1-3, сценарий Адама Шелгмана, рисунки Феллипе Массафера.
- Flashpoint: Project: Superman #1-3, сценарий Скотта Снайдера и Лоуэлл Франсис, рисунки Джина Ха.

#### Whatever Happened to Science & Magic?
- Flashpoint: Frankenstein & the Creatures of the Unknown #1-3, сценарий Джеффа Лемира, рисунки Ибрагима Роберсона, обложки Дуга Мэнка.
- Flashpoint: Secret Seven #1-3, сценарий Питера Миллигана, рисунки Джорджа Переса и Скотта Коблеша.

#### Whatever Happened to Europe?
- Flashpoint: Emperor Aquaman #1-3,сценарий Тода Бедаржа, рисунки Адриана Сифа.
- Flashpoint: Wonder Woman and the Furies #1-3, сценарий Дэна Абнетта и Энди Лэннинга, риунки Скотта Кларка и Дэйва Бити, обложки Эда Бенеса[7].
- Flashpoint: Lois Lane and the Resistance #1-3, сценарий Дэна Абнетта и Энди Лэннинга, рисунки Эдди Нунеза и Сандры Хоуп[7].

#### Everything You Know Will Change in a Flash
- Flashpoint: Kid Flash Lost #1-3, сценарий Стерлинга Гейтса, рисунки Оливера Ноума, обложки Фрэнсиса Мэнапула.
- Flashpoint: The World of Flashpoint #1-3, сценарий Рекса Огла, рисунки Пауло Сикуэра, обложки Шейна Дэвиса и Бретта Бута.

#### He Never Got the Ring
- Flashpoint: Hal Jordan #1-3, сценарий Адама Шелгмана, рисунки Бэна Оливера, обложки Рагса Моралеса.

### One Shots
- Flashpoint: Grodd of War #1, сценарий Шона Райана, рисунки Уг Гуара, обложки Фрэнсиса Мэнапула.
- Flashpoint: Reverse-Flash #1, сценарий Скотта Колинса, рисунки Джоэла Гомеса, обложки Адриана Сифа.
- Flashpoint: Green Arrow Industries #1, сценарий Порсака Питчетшота, рисунки Марка Кастелло, обложки Виктора Кальвачева
- Flashpoint: The Canterbury Cricket #1, сценарий Майка Карлина, рисунки и обложки Рагса Моралеса.

## Событие в вне комиксов

### Кино
- Оригинальный анимационный фильм «Вселенная DC» 2013 года под названием «Лига справедливости: Парадокс источника конфликта» полностью адаптирован к сюжету комикса «Флэшпоинт». По аналогии с комическим запуском New 52, фильм служил для запуска общей вселенной пятнадцать DC анимационных фильмов, выпущенных в период между 2013 и 2020. Среди отличий пролога с Лигой Справедливости помогает Флэшу, Эобард Тоун не убийца Норы Аллен, Чародейка не предает Киборга, и Лекс Лютор часть экипажа пиратов Дэдстроука.
  - В «Темной Лиге справедливости: Война Апоколипса» Джон Константин читает мысли Флэша, чтобы узнать об инциденте «Флэшпоинт». После поражения Дарксайда и Бэтмена, заявившего, что Земля потеряла 31 % своего расплавленного ядра, Константин просит Флэша отправиться в прошлое, чтобы вызвать еще один Флэшпоинт и перезапустить временную шкалу заново, чтобы текущее состояние вещей было стерто. Барри отвечает, что пообещал своей жене Айрис больше не делать этого. Константин уверяет его, что, хотя определенные изменения не принесут ничего хорошего, они все же будут намного лучше, чем их безрадостное положение и гибель тех кто живет на планете. Флэш решает довести дело до конца и убегает в Силу Скорости, а выжившая Лига Справедливости наблюдает, как белый купол света сбрасывает реальность. По данным мультфильма на три части "Лига справедливости: Кризис на Бесконечных Землях" эта идея была чтобы удалить Дарксайда из существования когда он был более уязвим, но в результате погубило целую Мультивселенную от рук Константина(Барри и так умер, потом) и Анти-Монитора(по словам он был неким "лекарством от рака"), так как появилось две реальности: 1 с Дарксайдом так как он важный элемент, а 2 без него и распространилась быстрее всего.
- Событие Flashpoint появится в фильме Флэш, в Расширенной Вселенной DC.

### Видеоигры
В игре Injustice: Gods Among Us, костюмы Flashpoint, есть у Бэтмен,Чудо-женщина,Аквамен и Детстроук.
в игре Batman: Arkham Knight, у Бэтмена есть костюм Flashpoint.